# Gunung Sunda
Gunung Sunda är ett berg i Indonesien.   Det ligger i provinsen Jawa Barat, i den västra delen av landet, 100 km sydost om huvudstaden Jakarta. Toppen på Gunung Sunda är 1 854 meter över havet, eller 122 meter över den omgivande terrängen. Bredden vid basen är 3,6 km. Gunung Sunda ligger vid sjön Situ Lembang.
Terrängen runt Gunung Sunda är huvudsakligen kuperad, men åt sydväst är den bergig. Runt Gunung Sunda är det ganska tätbefolkat, med 120 invånare per kvadratkilometer. Närmaste större samhälle är Lembang, 10,1 km söder om Gunung Sunda. I omgivningarna runt Gunung Sunda växer i huvudsak städsegrön lövskog.